# Ribeirão Claro
Ribeirão Claro ist ein brasilianisches Munizip im Norden des Bundesstaats Paraná. Es hat 12.364 Einwohner (2022), die sich Ribeirão-Clarenser nennen. Seine Fläche beträgt 629 km². Es liegt 644 Meter über dem Meeresspiegel.

## Etymologie
Der Name stammt von dem linken Zufluss des Paranapanema, an dem die Siedlung gegründet wurde. Er bedeutet Bach mit klarem Wasser.

## Geschichte

### Besiedlung
Die ersten Bewohner der Region waren Ende des 19. Jahrhunderts Bauern und Siedler aus den Bundesstaaten São Paulo, Minas Gerais und Rio de Janeiro, die sich am linken Ufer des Rio Itararé niederließen und eine Siedlung namens Maria Ferreira gründeten, die damals zur Gemeinde São José da Boa Vista gehörte. Der Name der Siedlung wurde später in Espírito Santo do Itararé geändert
Im Jahr 1890 entstand am rechten Ufer des Ribeirão Claro ein weiteres Dorf namens Taquaral. Dessen Pionier war José Pereira da Silva, der eine Fazenda anlegte, auf der er Kaffee anbaute. Diese Siedlung erhielt später den Namen Ribeirão Claro aufgrund ihrer Lage in der Nähe des gleichnamigen Flusses.
Das Dorf Espírito Santo do Itararé, das an den Ufern des Itararé-Flusses liegt und eine völlig ebene Topografie aufweist, wurde jedoch von Malariaausbrüchen heimgesucht, die viele Menschenleben kosteten, da man diese Krankheit hier bisher nicht kannte. Die Einwohner entschieden sich für eine Verlegung der Siedlung nach Taquaral. Der Dia da Mudança (Tag des Umzugs) wurde nicht offiziell dokumentiert.

### Erhebung zum Munizip
Ribeirão Claro wurde durch das Staatsgesetz Nr. 737 vom 8. März 1908 von Espírito Santo do Itararé an die heutige Stelle verlegt. Espírito Santo do Itararé war 1900 aus São José da Boa Vista ausgegliedert worden. Es wurde am 13. Mai 1908 als Munizip installiert.

## Geografie

### Fläche und Lage
Ribeirão Claro liegt auf dem Terceiro Planalto Paranaense (der Dritten oder Guarapuava-Hochebene von Paraná). Seine Fläche beträgt 629 km². Es liegt auf einer Höhe von 644 Metern.

### Vegetation
Das Biom von Ribeirão Claro ist Mata Atlântica.

### Klima
In Ribeirão Claro herrscht warm-gemäßigtes Klima. Es gibt viel Niederschlag (1570 mm pro Jahr), selbst im trockensten Monat. Die Klimaklassifikation nach Köppen und Geiger lautet Cfa. Im Jahresdurchschnitt liegt die Temperatur bei 21,2 °C.

### Gewässer

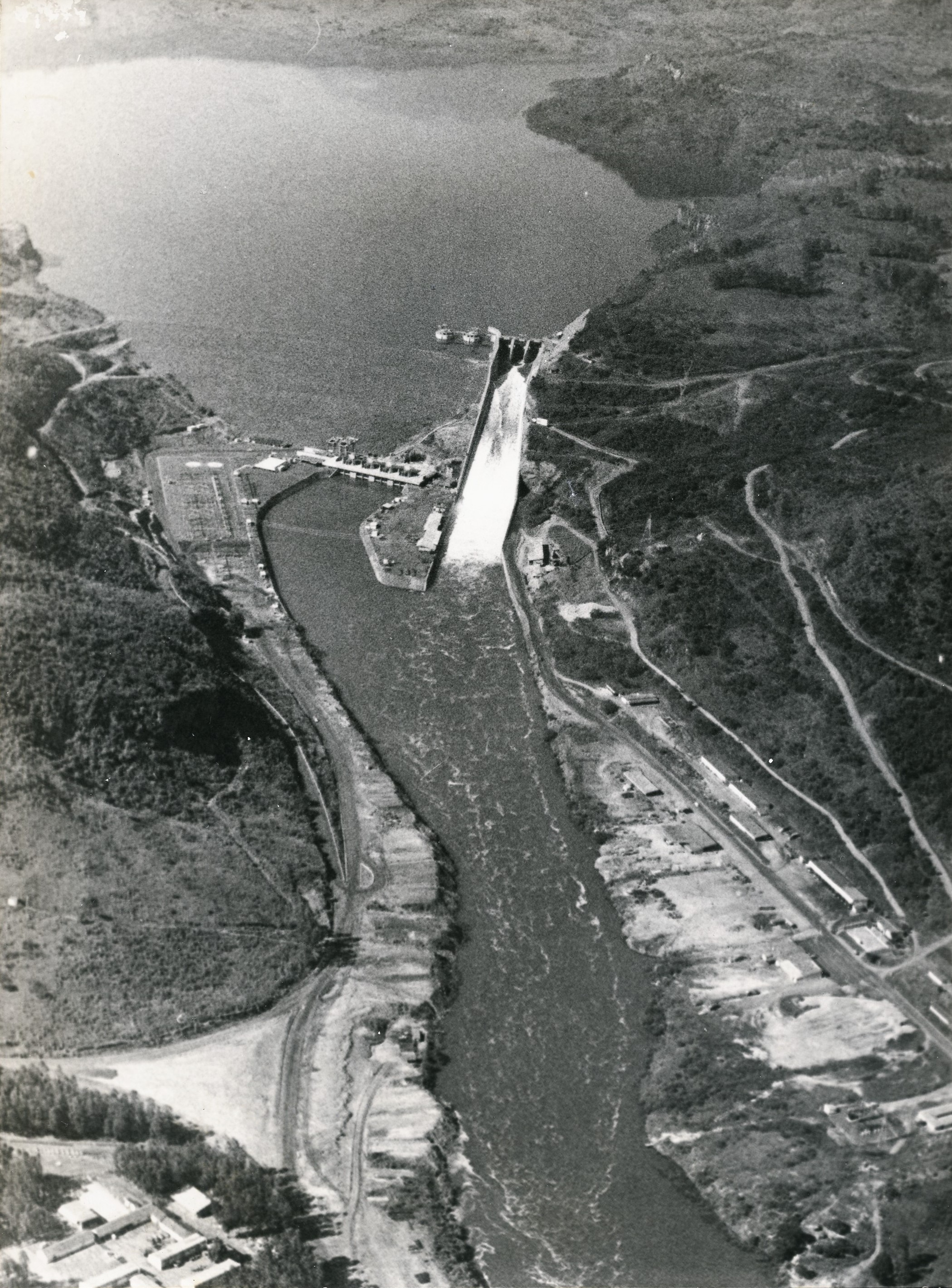
Talsperre Chavantes (Luftbild 25. Januar 1971)

Ribeirão Claro liegt am Paranapanema und an dessen linken Nebenfluss Rio Itararé, der die östliche Grenze des Munizips bildet. Weite Teile des Gemeindegebiets sind von der Talsperre für das Wasserkraftwerk Chavantes überflutet, das seit 1971 in Betrieb ist. Durch das Munizip fließen der namensgebende Ribeirão Claro und der Ribeirão Anhumas nach Norden zum Paranapanema.

### Straßen
Ribeirão Claro ist über die PR-431 mit Jacarezinho verbunden. Es liegt an der PR-151, die Carlópolis mit Chavantes im Staat São Paulo verbindet.
|                | Chavantes-SP                                |            |
| Jacarezinho    | Kompassrose, die auf Nachbargemeinden zeigt | Timburi-SP |
| Joaquim Távora | Carlópolis                                  | Fartura-SP |

## Stadtverwaltung
Bürgermeister: João Carlos Bonato,  PSB (2021–2024)
Vizebürgermeisterin: Ana Maria Baggio Molini, DEM (2021–2024)

## Demografie

### Bevölkerungsentwicklung
| Jahr | Einwohner | Stadt | Land |
| ---- | --------- | ----- | ---- |
| 1900 | 4.786     |       |      |
| 1920 | 12.612    |       |      |
| 1940 | 13.423    | 15 %  | 85 % |
| 1950 | 13.272    | 17 %  | 83 % |
| 1960 | 15.511    | 23 %  | 77 % |
| 1970 | 14.706    | 32 %  | 68 % |
| 1980 | 12.562    | 37 %  | 63 % |
| 1991 | 11.385    | 54 %  | 46 % |
| 2000 | 10.903    | 62 %  | 38 % |
| 2010 | 10.678    | 66 %  | 34 % |
| 2022 | 12.364    |       |      |

Quelle: IBGE (2011) und Volkszählung 2022

### Ethnische Zusammensetzung
| Gruppe * | 1991    | 2000    | 2010    | wer sich als …                                                                   |
| --- | ------- | ------- | ------- | -------------------------------------------------------------------------------- |
| Weiße | 86,6 %  | 84,8 %  | 83,4 %  | weiß bezeichnet                                                                  |
| Schwarze | 4,7 %   | 3,6 %   | 1,7 %   | schwarz bezeichnet                                                               |
| Gelbe | 0,0 %   | 0,2 %   | 0,0 %   | von fernöstlicher Herkunft wie japanisch, chinesisch, koreanisch etc. bezeichnet |
| Braune | 8,7 %   | 11,2 %  | 14,7 %  | braun oder als Mischung aus mehreren Gruppen bezeichnet                          |
| Indigene | 0,0 %   | 0,0 %   | 0,0 %   | Ureinwohner oder Indio bezeichnet                                                |
| ohne Angabe | 0,0 %   | 0,1 %   | 0,0 %   |                                                                                  |
| Gesamt | 100,0 % | 100,0 % | 100,0 % |                                                                                  |
| *) Das IBGE verwendet für Volkszählungen ausschließlich diese fünf Gruppen. Es verzichtet bewusst auf Erläuterungen. Die Zugehörigkeit wird vom Einwohner selbst festgelegt. |         |         |         |                                                                                  |

Quelle: IBGE (Stand: 1991, 2000 und 2010)